# Berndt Carlsson
Berndt Carlsson, född 7 april 1907 i Ödeshögs församling, Östergötlands län, död 30 juni 1991 i Vällingby församling, Stockholm, var en svensk tävlingscyklist.
Carlsson blev som medlem av CK Hymer i Linköping, trea i Sexdagarsloppet 1933 och övergick året därpå till Hammarby IF, för vilken förening han vann svenska mästerskapet på 50 km 1935 och 1936, på 150 km 1934 samt sex svenska mästerskap i lag. Sistnämnda år år vann han även nordiska mästerskapet i lag. Vid svenska mästerskapet i Ystad 1936 satte han svenskt rekord på 50 km med tiden 1 timme 13 minuter 43,4 sekunder. Han tävlade även i hastighetsåkning på skridskor och verkade som cykelmekaniker i Stockholm.